# Батуринский район (Курганская область)
Батуринский район — административно-территориальная единица в составе Уральской и Курганской областей, существовавшая в 1924—1931 и 1944—1956 годах. Центр — село Батурино.

## 1924—1931
Батуринский район был образован в составе Шадринского округа Уральской области 28 февраля 1924 года. В состав района вошли сельсоветы Батуринский, Бобылевский, Боровской, Деминский, Ельниковский, Жеребёнковский, Кабанский, Камчатский, Колесниковский, Макаровский, Максимовский, Мингалевский, Мироновский, Новопесковский, Песчанотаволжанский, Погадайский и Симаковский.
31 декабря 1925 года были упразднены Бобылевский и Ельниковский с/с. 28 июля 1926 года был образован Выселковский с/с.
Постановлением ЦИК и СНК СССР от 23 июля 1930 года Шадринский округ, как и большинство остальных округов СССР, был упразднён с 1 октября 1930 год и район перешёл в прямое подчинение Уральской области.
10 июня 1931 года Батуринский район был упразднён, а его территория в полном составе передана в Шадринский район.

## 1944—1956
Батуринский район был восстановлен в составе Курганской области в 24 января 1944 года путём выделения Шадринского района. В состав района вошли Батуринский, Боровской, Выселковский, Деминский, Жеребёнковский, Кабанский, Камчатский, Качесовский, Колесниковский, Макаровский, Максимовский, Мингалевский, Мироновский, Новопесковский, Песчанотаволжанский, Погадайский, Симаковский, Соровской,  Черемисский и Шахматовский с/с.
22 декабря 1948 года из Галкинского района в Батуринский был передан Песчанотаволжанский с/с.
14 июня 1954 года были упразднены Барневский, Жеребёнковский, Камчатский, Качесовский, Максимовский, Мироновский, Симаковский и Соровской с/с.
В мае 1956 года Батуринский район был упразднён, а его территория в полном составе передана в Шадринский район.